# 国際標準化機構が定める国際標準一覧 (ISO 20000 から ISO 29999 まで)
ISO 19000 から ISO 19999 まで - 国際標準化機構が定める国際標準一覧 - ISO 30000 以降
- ISO/IEC 20000 情報技術 - サービスマネジメント
- ISO/IEC 20002 情報技術 - システム間の電気通信及び情報交換 - 管理P2P:枠組み
- ISO/IEC 20004 情報技術 - セキュリティ技術 - ISO/IEC 15408及びISO/IEC 18045におけるソフトウェアの脆弱性分析の精緻化
- ISO/IEC 20005 情報技術 - センサネットワーク - インテリジェントセンサネットワークにおける共同情報処理を支援するサービス及びインタフェース
- ISO/IEC 20006 学習、教育及び訓練のための情報技術 - 能力のための情報モデル
- ISO/IEC 20007 情報技術 - 文化的及び言語的相互運用性 - 定義及び記号、アイコン、アニメーションアイコン、絵文字、文字及び伝達記号の間の関係
- ISO/IEC 20008 情報技術 - セキュリティ技術 - 匿名デジタル署名
- ISO/IEC 20009 情報技術 - セキュリティ技術 - 匿名エンティティ認証
- ISO 20022 金融サービス - 万国金融業メッセージスキーム
- ISO 20028 プラスチック - 熱可塑性ポリエステル(TP)成型及び押出材料
- ISO/IEC TS 20071 情報技術 - ユーザインタフェースコンポーネントアクセシビリティ
- ISO/TS 20100 ガス状水素 - 給油所
- ISO 20136 レザー - 微生物による分解性の求め方
- ISO 20137 レザー化学試験 - レザー中の重要化学薬品の試験の指針
- ISO 20140 オートメーションシステム及びその統合 - 環境に影響を及ぼす製造システムのエネルギー効率及びその他の要因の評価
- ISO 20152 木造構造物 - 接着剤の接着性能
- ISO/TR 20172 溶接－材料区分－ヨーロッパ材
- ISO/TR 20173 溶接－材料区分－アメリカ材
- ISO/TR 20174 溶接－材料区分－日本材
- ISO 20200 プラスチック - 試験所規模の試験における模擬コンポスト化条件下でのプラスチック材料の崩壊の度合いの測定
- ISO 20202 アルミニウムの製造に使用される炭質材料 - 冷温及び微温ラミングペースト - 焼成試験片の作成及び焼成損失の測定
- ISO 20203 アルミニウムの生産に用いる炭質材料 - X線回折による煆焼石油コークスの結晶子サイズの測定
- ISO 20242 産業オートメーションシステム及びその統合 - 試験アプリケーションのサービスインタフェース
- ISO/IEC 20246 ソフトウェア及びシステム工学 - ワークプロダクトレビュー
- ISO 20252 市場・世論・社会調査 - 用語及びサービス要求事項
- ISO 20279 地盤環境 - タリウムの抽出及び電気加熱原子吸光分析法による定量
- ISO 20280 地盤環境 - 電機加熱又はハイブリッドジェネレーション原子吸光分析法による王水土壌抽出物内のヒ素、アンチモニー及びセレニウムの定量
- ISO/TS 20281 水質 - 環境毒性データの統計的解釈の手引
- ISO 20282 日常製品の操作の容易さ
- ISO 20283 機械振動 - 船舶の振動の測定
- ISO 20292 一次アルミニウムの精算のための材料 - 高密度耐火煉瓦 - クリオライト強度の測定
- ISO 20299 包装ゴムベール用のフィルム
- ISO 20301 保健医療情報 - ヘルスカード - 一般特性
- ISO 20302 保健情報科学 - ヘルスカード - 発行者識別子のための付番システム及び登録手順
- ISO 20311 伝統中国医学 - 丹参種苗
- ISO 20339 非破壊試験 - 渦電流検査用機器 - アレイプローブの特性及び検証
- ISO 20343 ファインセラミックス(先進セラミックス、先進技術セラミックス) - 高温でのセラミック厚被膜の弾性係数を求めるための試験方法
- ISO 20369 シガレットフィルタ、シガレット及び他のタバコ製品の巻紙の生産に使用する材料 - シトレート含有量の測定方法
- ISO 20370 シガレットフィルタ、シガレット及び他のタバコ製品の巻紙の生産に使用する材料 - アセテート含有量の測定方法
- ISO 20378 溶接材料 - 非合金鋼及びクリープ耐性鋼のガス溶接用ロッド - 用語
- ISO 20400 持続可能な調達 - 手引
- ISO 20408 伝統中国医学 - 三七人参種苗
- ISO 20421 超低温容器 - 大型輸送可能真空分離容器
- ISO 20481 コーヒー及びコーヒー製品 - 高速液体クロマトグラフィ(HPLC)を用いるカフェイン含有量の測定 - 参照方法
- ISO 20483 穀物及び豆類 - 窒素含有量の定量及び天然タンパク質含有量の計算 - ケルダール法
- ISO 20484 非破壊試験 - 漏れ試験 - 用語
- ISO 20492 建築用ガラス - 断熱ガラス
- ISO 20501 ファインセラミック(先進セラミック、先進技術セラミック) - 強度データのワイブル統計
- ISO 20506 ファインセラミック(先進セラミック、先進技術セラミック) - Iosipescuせん断試験による連続繊維強化合成物の面内せん断強度の室温における測定
- ISO 20507 ファインセラミック(先進セラミック、先進技術セラミック) - 用語
- ISO/TR 20514 保健医療情報 - 電子保険記録 - 定義、適用範囲及び状況
- ISO 20519 船舶及び海洋技術 - 液化天然ガス燃料船の燃料補給の仕様
- ISO/PAS 20542 産業オートメーションシステム及びその統合 - 製品データの表現及び交換 - システム工学のための参照モデル
- ISO 20567 塗料及びワニス - 塗装のストーンチップ耐性の測定
- ISO 20585 木材ベースパネル - 70℃又は100℃(沸騰温度)の水に浸没した後の湿潤曲げ強さ
- ISO/TR 20590 宇宙システム - デブリ低減設計及び打ち上げロケット軌道段階の運転マニュアル
- ISO 20657 建築用ガラス - ヒートソーク強化ソーダ石灰けい酸安全ガラス
- ISO 20669 非破壊試験 - 強磁性金属部品のパルス渦電流試験
- ISO 20703 高圧ガス容器 - 再充てん式溶接アルミニウム合金高圧ガス容器 - 設計、製造及び試験
- ISO 20711 光学及びフォトニクス - 環境要求事項 - 伸縮システムの試験要求事項
- ISO 20743 繊維 - 抗菌加工繊維製品の抗菌性試験方法
- ISO 20749 歯科 - カプセル入り歯科用アマルガム
- ISO 20764 石油及び関連製品 - 含水量の測定のための高沸点液体の試料の調製
- ISO 20773 シガレット - 副流煙内の無ニコチン乾燥粒状物質及びニコチンの測定 - 魚尾状煙突を備えた定常分析線形喫煙器を用いる方法
- ISO 20774 シガレット - 副流煙内の一酸化炭素の測定 - 魚尾状煙突を備えた定常分析線形喫煙器を用いる方法
- ISO 20775 情報およびドキュメンテーション - 所有情報のスキーマ
- ISO 20844 石油及び関連製品 - ディーゼルインジェクタノズルを用いたポリマー含有油のせん断安定性
- ISO 20858 船舶及び海洋工学 - 海港施設セキュリティアセスメント及びセキュリティ計画開発
- ISO 20860 路上走行車 - 50Ωインピーダンス無線周波接続システムインタフェース
- ISO 20864 履き物 - 補強材及び先心の試験方法 - 機械的特性
- ISO 20865 履き物 - 表底の試験方法 - 圧縮エネルギー
- ISO/TR 20880 履き物 - 履き物の構成材に対する性能要求事項 - 表底
- ISO 20904 ハードコール - スラリのサンプリング
- ISO 20906 音響 - 空港近隣における航空機騒音の無人監視[1]
- ISO 20918 路上走行車 - 完全空気制動システムと組み合わされた大型商用車量の制動スレッシホルド圧 - ローラブレーキテスタによる試験
- ISO/IEC 20926 ソフトウェア及びシステム工学 - ソフトウェア測定 - IFPUG機能サイズ測定法
- ISO 20938 インスタントコーヒー - 水分の定量 - カールフィッシャー法(参照法)
- ISO/IEC TR 20943 情報技術 - メタデータレジストリ（MDR）コンテンツの整合性を実現するための手順
- ISO/IEC 20968 ソフトウェ工学 - Mk ll機能ポイント分析 - 計数実務マニュアル
- ISO/IEC 20970 情報技術 - プログラミング言語、その環境及びシステムソフトウェアインタフェース - JEFFファイルフォーマット
- ISO 20998 音響的方法による粒子の測定及び特性付け
- ISO/IEC 21000 情報技術 - マルチメディアフレームワーク(MPEG-21)
- ISO 21003 建物内部の温水及び冷水設備のための多段配管システム
- ISO 21004 プラスチック配管システム - 熱可塑材をベースとする給水用多層管及びその継手
- ISO 21005 船舶及び海洋技術 - 窓及び丸窓用の熱的に強化した安全ガラス
- ISO 21006 内燃機関 - エンジン重量(質量)宣言
- ISO 21007 高圧ガス容器 - 高周波識別技術を用いた識別及びマーキング
- ISO 21009 超低温容器 - 静的真空断熱容器
- ISO 21010 超低温容器 - ガス/材料の親和性
- ISO 21011 超低温容器 - 超低温使用の弁
- ISO 21012 超低温容器 - ホース
- ISO 21013 超低温容器 - 超低温使用のための圧力除去附属品
- ISO 21014 超低温容器 - 超低温断熱性能
- ISO 21015 オフィス家具 - 事務用いす - 安定性、強度及び耐久性を求めるための試験方法
- ISO 21016 オフィス家具 - テーブル及び机 - 安定性、強度及び耐久性を求めるための試験方法
- ISO 21018 油圧動力 - 流体の粒子状汚染レベルの監視
- ISO 21028 超低温容器 - 超低温における材料のじん性要求事項
- ISO 21029 超低温容器 - 容積が1000リットル以下の可搬式真空断熱容器
- ISO 21047 情報及びドキュメンテーション - 国際標準テキストコード(ISTC)
- ISO 21048 プラスチック - エポキシ樹脂 - 1.2グリコール含有量の定量
- ISO 21049 ポンプ - 遠心ポンプ及びロータリポンプのシャフトシールシステム
- ISO 21067 包装 - 用語
- ISO 21068 炭化けい素を含有している原材料及び耐火製品の化学分析
- ISO 21069 路上走行車 - ローラブレーキテスタを用いた3.5 t超の最大許容総質量をもつ車両におけるブレーキ系の試験
- ISO 21070 船上ごみの取扱いマネジメント[2]
- ISO 21072 船舶及び海洋技術 - 海洋環境保護：オイルスキマの性能試験
- ISO 21078 耐火製品内の酸化ホウ素(III)の定量
- ISO 21079 アルミナ、ジルコニア及びシリカを含有する耐火物の化学分析 - ZrO2を5 %-45 %含有する耐火物(蛍光X線法の代替)
- ISO/TR 21089 保健医療情報 - 信頼終端間情報フロー
- ISO 21090 保健医療情報 - 情報交換のための整合データタイプ
- ISO/TS 21091 保健医療情報 - 専門家及び患者のセキュリティ、通信及び身分識別のためのディレクトリサービス
- ISO/TR 21092 精油 - 特性付け
- ISO 21093 小松油(Pinus mugo Turra)
- ISO 21094 光学及びフォトニクス - 望遠装置 - 暗視装置の仕様
- ISO/TS 21098 食品 - 遺伝子組み換え生物及び派生製品の核酸をベースとする分析方法 - 供給すべき情報及びISO 21569、ISO 21570又はISO 21571に方法を追加するための手順
- ISO 21107 転がり軸受及び球面滑り軸受 - 電子媒体の検索構造 - 属性用語で識別された特性及び性能基準
- ISO/TS 21108 手持ち式動力工具 - 衝撃レンチ - 電源ソケットインタフェースの寸法及び公差
- ISO/TR 21136 木造構造物 - 木造床の振動能力基準
- ISO 21147 きざみタバコ及びそれから作られる喫煙品 - 消費者が作る喫煙品の調査及び分析
- ISO 21180 軽量コンベヤベルト - 最大引張強度の測定
- ISO 21181 軽量コンベヤベルト - 弾性低下率の測定
- ISO 21217 高度道路交通システム - 地上移動体の通信アクセス(CALM) - アーキテクチャ
- ISO/TS 21219 高度道路交通システム - 輸送プロトコルエキスパートグループ、世代2 (TPEG2)を介した交通及び旅行者情報
- ISO/TS 21220 一般換気用粒子エアフィルタ - ろ過性能の求め方
- ISO 21244 農業機器：被けん引車とけん引車との間の機械的接続 - 連結リングの装具及びトラクタけん引棒の取付
- ISO 21247 製品受入のための複合アクセプトゼロサンプリングシステム及びプロセス管理手順
- ISO 21270 表面化学分析 - X線光電子及びオージェ電子分光法 - 光度階の直線性
- ISO/TR 21275 ゴム - ゴム産業におけるプロセスガスの組成及び特質の包括的レビュー
- ISO 21298 保健医療情報 - 機能的及び構造的役割
- ISO 21308 路上走行車 - シャシ製造者と車体製造者との間の製品データ交換(BEP)
- ISO 21318 プラスチック - エポキシ樹脂 - 水溶性樹脂抽出物の導電率
- ISO 21329 石油及び天然ガス工業 - パイプライン輸送システム - 機械的コネクタの試験手順
- ISO 21348 宇宙環境(自然及び人工) - 太陽光照射の測定プロセス
- ISO 21368 接着剤 - 接着剤で貼り合わせた構造物の製作及び同構造物のリスク評価に適した手順の報告のための指針
- ISO/IEC 21407 情報技術 - システム間の電気通信及び情報交換 - 私設総合サービス網 - 仕様、機能モデル及び情報の流れ - 単純対話補足サービス
- ISO/IEC 21408 情報技術 - システム間の電気通信及び情報交換 - 私設総合サービス網 - 相互交換信号プロトコル - 単純対話補足サービス
- ISO/IEC 21409 情報技術 - システム間の電気通信及び情報交換 - 社内電気通信ネットワーク - QSIGとH.323の間の信号相互動作 - 補足サービス支援のための一般機能プロトコル
- ISO 21415 小麦及び小麦粉 - グルテン含有量
- ISO 21438 職場の大気 - イオンクロマトグラフ法による無機酸の定量[1]
- ISO/TR 21449 コンテント配信及び権利マネジメント - 音楽、映画、ビデオ、録音及び出版産業で用いられる識別子及び記述子に関する機能的要求事項
- ISO/IEC/IEEE 21450 情報技術 - センサ及びアクチュエータ用スマートトランスデューサインタフェース - 共通機能、通信プロトコル及びトランスデューサ電子データシート(TEDS)フォーマット
- ISO/IEC/IEEE 21451 情報技術 - センサ及びアクチュエータ用スマートトランスデューサインタフェース
- ISO 21457 石油、石油化学及び天然ガス工業 - オイル及びガス生産システムのための材料選択及び腐食管理
- ISO 21458 水質 - グリホサート及びAMPAの定量 - 高速液体クロマトグラフィ(HPLC)及び蛍光光度検出を用いる方法
- ISO 21459 宇宙データ及び情報転送システム - 近接-1宇宙リンクプロトコル - 符号化及び同期化副層
- ISO/IEC 21481 情報技術 - 電気通信及びシステム間の情報交換 - 近距離音場通信インタフェースプロトコル-2 (NFCIP-2)
- ISO 21482 電離放射線警告 - 補足記号
- ISO 21484 核エネルギー - 燃料技術 - 重量法によるMOXペレット内のO/M率の求め方
- ISO 21500 プロジェクトマネジメントの手引(ISO 21500, Guidance on Project Management)
- ISO 21501 粒子径分布の測定 - 単一微粒子光相互作用法
- ISO 21505 プロジェクト、プログラム及びポートフォリオマネジメント - ガバナンスの手引
- ISO 21507 土工機械 - 非金属燃料タンクの性能要求事項
- ISO 21531 歯科 - 歯科用器具の図記号
- ISO 21533 歯科 - 靭帯内注射用に意図された再使用可能なカートリッジ注射器
- ISO 21543 乳製品 - 近赤外分光分析の指針
- ISO/TS 21547 保健医療情報 - 電子的保健医療記録のファイル管理に関するセキュリティ要求事項 - 原則
- ISO/TR 21548 保健医療情報 - 電子的保健医療記録のファイル管理に関するセキュリティ要求事項 - 指針
- ISO 21549 保健医療情報 - 患者ヘルスカードデータ
- ISO 21570 食品 - 遺伝子組み換え生物及び派生製品の検出のための分析方法 - 定量的核酸基準法
- ISO 21571 食品 - 遺伝子組替え有機体及び派生製品の検出のための分析方法
- ISO 21572 食品 - 遺伝子組み換え有機体及び派生製品の検出方法 - たん白質を基準とする方法
- ISO 21573 建設機械及び機器 - コンクリートポンプ
- ISO 21587 アルミノけい酸耐火製品の化学分析(蛍光X線法の代替)
- ISO 21592 建設機械及び機器 - コンクリート吹付け機 - 用語及び商業仕様書
- ISO 21610 金属及び合金の腐食 - オーステナイト系ステンレス鋼の粒間腐食感受性のための促進腐食試験[1]
- ISO 21627 プラスチック - エポキシ樹脂 - 塩素含有量の定量方法
- ISO 21628 園芸機械 - 動力付き材料収集装置 - 安全性
- ISO 21647 医用電気機器 - 呼吸ガスモニタの基本的安全性及び必須性能に関する特殊要求事項
- ISO 21670 フランジ六角溶接ナット
- ISO 21671 歯科 - 回転ポリッシャ
- ISO 21690 建築用ガラス - ガラスブロック - 仕様及び試験方法
- ISO/TR 21704 丸鋼リンクチェーンの強靱性 - 小型試験片による試験
- ISO/TR 21707 高度道路交通システム - 統合交通情報、マネジメント及び制御 - ITSシステムのデータ品質
- ISO 21727 映画撮影 - 映画音響材料の知覚音量の測定方法
- ISO/TR 21730 保健医療情報 - ヘルスケア施設における移動無線通信及び演算技術の使用 - 医療用具への電磁両立製(意図しない電磁干渉の管理)のための推奨事項
- ISO/HL7 21731 保健医療情報 - HL7バージョン3 - 参照情報モデル - リリース1
- ISO 21747 統計的手法 - 測定品質特性のプロセスパフォーマンス及び能力統計
- ISO 21748 測定の不確かさの推定における繰返し性、再現性及び真度の推定値の使用の手引
- ISO/TS 21749 測定の不確かさの評価 - 繰返し測定及び枝分かれ実験
- ISO 21750 路上走行車 - タイヤ空気圧監視に関連づけた安全性の向上
- ISO 21771 歯車 - 円筒インボリュート歯車及び歯車対 - 概念及び寸法
- ISO 21787 工業用弁 - 可塑性材料の玉形弁
- ISO 21789 ガスタービン用途 - 安全性
- ISO 21807 食品及び動物飼料の微生物学 - 水性活動の測定
- ISO/TR 21808 消防士の保護の為に設計された個人用保護具(PPE)の選択、使用、手入れ及びメンテナンスの手引
- ISO 21809 石油及び天然ガス工業 - パイプライン輸送システムに使用する埋込み又は水中パイプラインの外部コーティング
- ISO 21887 木材及び木材製品の耐久性 - 使用クラス
- ISO 21898 包装 - 非危険物のための柔軟性中間バルクコンテナ
- ISO 21909 受動的人体中性子線量計 - 性能及び試験要求事項
- ISO 21931 建築工事における資源の持続性 - 建設工事における環境パフォーマンスに関するアセスメント方法の枠組み
- ISO 21948 研磨布紙 - プレインシート
- ISO 21949 研磨布紙 - 集じん孔付プレインシート
- ISO 21950 研磨布紙 - プレインディスク
- ISO 21961 宇宙データ及び情報伝達システム - データ実体辞書仕様言語(DEDSL) - 抽象構文
- ISO 21962 宇宙データ及び情報伝達システム - データ実体辞書仕様言語(DEDSL) - PVL構文
- ISO 21968 金属及び非金属母材の非磁性金属被膜 - 被膜厚の測定 - 位相弁別型渦電流式方法
- ISO/IEC 21989 情報技術 - 電気通信及びシステム間の情報交換 - 私設総合サービス網 - 仕様、機能モード及び情報の流れ - ショートメッセージサービス
- ISO/IEC 21992 情報技術 - システム間の電気通信及び情報交換 - 私設総合サービス網 - QSIG網からIP網へのトンネルのためのマッピング機能
- ISO 21995 路上走行車 - 3.5 t 超の許容質量をもつ車両空気ブレーキシステムの試験 - ローラブレーキ試験機を使用する基準値の取得及び使用
- ISO 22000 食品安全マネジメントシステム - フードチェーンのあらゆる組織に対する要求事項
- ISO/TS 22002 食品安全のための前提条件プログラム
- ISO/TS 22003 食品安全マネジメントシステム - 食品安全マネジメントシステムの審査及び認証を行う機関に対する要求事項
- ISO/TS 22004 食品安全マネジメントシステム - ISO 22000：2005の適用のための指針
- ISO 22005 飼料及びフードチェーンにおけるトレーサビリティ - システムの設計及び実施のための一般原則及び基本要求事項
- ISO 22006 品質マネジメントシステム - 作物生産へのISO 9001:2008の適用の指針
- ISO 22007 プラスチック - 熱伝導率及び熱拡散係数の求め方
- ISO 22009 宇宙システム - 宇宙環境(自然及び人工) - 地球の磁気圏磁界のモデル
- ISO 22010 宇宙システム - 質量特性制御
- ISO 22028 写真及びグラフィック技術 - デジタル画像保存、取扱い及び交換のための拡張カラー符号化
- ISO 22029 分光データ交換のための標準ファイルフォーマット
- ISO 22030 地盤環境 - 生物学的方法 - 高等植物の慢性毒性
- ISO 22032 水質 - 堆積物及び下水汚泥の選択多臭素化ジフェニルエーテルの定量 - 抽出及びガスクロマトグラフィ/質量分析法を用いる方法
- ISO 22033 ニッケル合金 - ニオビウムの定量 - 誘導結合高周波プラズマ発光分光分析方法
- ISO 22034 鋼線及び鋼線製品
- ISO 22036 地盤環境 - 誘導結合高周波プラズマ発光分光分析法(ICP-AES)による土壌の抽出物内の微量成分の定量
- ISO 22037 難削材製のコーナ半径及び丸シャンク付きソリッドエンドミル - 寸法
- ISO 22048 表面化学分析 - 静的二次イオン形質量分析法のための情報形式
- ISO/IEC 22050 情報技術 -  12.7 mmの384トラック磁気テープカートリッジ上のデータ交換 -  Ultrium-1書式
- ISO/IEC 22051 情報技術 -  12.7 mmの448トラック磁気テープカートリッジ上のデータ交換 -  SDLT1書式
- ISO 22072 航空宇宙 - 電磁油圧アクチュエータ(EHA) - 調達仕様書に規定すべき特性
- ISO 22088 プラスチック - 環境応力き裂(ESC)抵抗性の求め方
- ISO 22089 航空宇宙 - 油圧動力移送ユニット - 一般仕様
- ISO 22090 船舶及び海洋技術 - 船首方位伝達装置(THD) - ジャイロコンパス
- ISO/IEC 22091 情報技術 -  ストリーミング可逆データ圧縮アルゴリズム(SLDC)
- ISO/IEC 22092 情報技術 - 130 mm光磁気ディスクカートリッジ - 容量：9.1ギガバイト/カートリッジ
- ISO 22093 産業オートメーションシステム及びその統合 - 物理的デバイスコントロール - 寸法計測インタフェース標準(DMIS)
- ISO 22096 機械の状態監視及び診断 - 音響放出
- ISO 22108 宇宙システム - 飛行ハードウェアの非飛行アイテム - 識別及び管理
- ISO 22157 竹 - 物理的及び機械的特性の測定
- ISO 22159 落下防止用個人装具 - 降下装置
- ISO 22174 食品及び動物飼料の微生物学 - 食物起源の病原体の検出のためのポリメラーゼ連鎖反応(PCR) - 一般要求事項及び定義
- ISO 22178 高度道路交通システム - 低速追跡(LSF)システム - 性能要求事項及び試験手順
- ISO 22179 高度道路交通システム - 全速航続距離適応走行制御(FSRA)システム - 性能要求事項及び試験手順
- ISO 22196 プラスチック製品の抗菌性能試験方法[3]
- ISO 22197 光触媒の空気浄化性能-Nox除去性能試験方法[3]
- ISO 22199 電磁両立性 - エレベータ、エスカレータ及び動く歩道の製品ファミリ規格 - エミッション[1]
- ISO 22200 電磁両立性 - エレベータ、エスカレータ及び動く歩道のための製品群規格 - イミュニティ
- ISO 22201 リフト（エレベータ） - リフトの安全関連アプリケーション内のプログラマブル電子システム(PESSRAL)の設計及び開発
- ISO/TS 22220 保健医療情報 - ヘルスケア対象者の識別
- ISO/TS 22224 保健医療情報 - 医薬品副作用の電子報告
- ISO/TS 22239 路上走行車 - チャイルドシートの存在及び向きの検出システム(CPOD)[1]
- ISO/TS 22240 路上走行車 - 車両安全情報モデル(VSIM)
- ISO 22241 ディーゼルエンジン - Nox削減物質AUS 32
- ISO 22242 道路建設及び道路保守用機械並びに機器 - 基本タイプ - 識別及び概要
- ISO/IEC TR 22250 情報技術 - 文書記述及び処理言語 - XML (RELAX)の標準言語記述
- ISO 22263 建設工事に関する情報の構成 - プロジェクト情報のマネジメントの枠組み
- ISO 22264 大人用テレマークスキー靴 - テレマークスキーの締め具とのインタフェース - 要求事項及び試験方法
- ISO 22266 機械振動 - 回転機械のねじり振動
- ISO/TS 22269 燃焼試験 - 燃焼の成長 - 階段及び階段外装材の実物大試験
- ISO 22288 レザー - 物理及び機械試験 - つま革屈曲による屈曲耐性の求め方
- ISO 22301 社会セキュリティ - 事業継続マネジメントシステム（BCMS・BCP）
- ISO 22303 タバコ - タバコ固有のニトロソアミンの定量 - バッファ抽出による方法
- ISO/TS 22304 タバコ - タバコ固有のニトロソアミンの定量 - アルカリジクロロメタンによる方法
- ISO/TR 22305 シガレット - シガレット煙中のニコチンなしの乾燥粒子物質、ニコチン、水分及び一酸化炭素の測定 - 併行精度、再現性及び許容誤差の間の関係を報告する共同研究空のデータの分析
- ISO 22307 金融サービス - プライバシー影響評価
- ISO 22308 コルク栓 - 官能試験
- ISO 22309 マイクロビーム分析 - エネルギー分散スペクトロメータを用いる定量的分析
- ISO 22310 情報及びドキュメンテーション - 規格の中に記録マネジメント要求事項を規定するための規格起草者のための指針
- ISO 22314 プラスチック - ガラス繊維強化製品 - 繊維長さの測定
- ISO 22316 セキュリティ及びレジリエンス - 組織のレジリエンス - 原理及び属性
- ISO 22319 セキュリティ及びレジリエンス - コミュニティのレジリエンス - 自発的ボランティアの参加計画立案の指針
- ISO 22391 温水及び冷水設備のためのプラスチック配管システム - 高温耐性のポリエチレン(PE-RT)[1]
- ISO/PAS 22399 社会セキュリティ　緊急事態準備と業務継続マネジメントガイドライン
- ISO/TR 22411 高齢者及び障害のある人々のニーズに対応した製品及びサービスに関する規格ISO/IECガイド71を適用するための人間工学的データ及び指針
- ISO 22412 粒度分析 - 動的光散乱(DLS)
- ISO 22413 医薬品のための移送セット - 要求事項及び試験方法
- ISO 22414 紙 - カットサイズの事務用紙 - エッジの品質
- ISO 22434 可搬式高圧ガス容器 - 容器バルブの点検及び保守
- ISO 22435 高圧ガス容器 - 内蔵圧力調節器付きシリンダバルブ - 使用及び形式試験
- ISO 22442 動物組織及びその派生品を利用する医療機器
- ISO 22448 土工機械 - 盗難防止システム - 分類及び性能
- ISO 22472 船舶及び海洋技術 - 航海データレコーダ(VDR)の操作及び取付の指針
- ISO 22475 地質調査及び試験 - サンプリング方法及び地下水測定
- ISO 22476 地質調査及び試験 - 現場試験
- ISO 22478 水質 - 一部の爆発性及び関連化合物の定量 - 紫外線検出を伴う高性能液体クロマトグラフィ(HPLC)を使用する方法
- ISO 22489 マイクロビーム分析 - 電子プローブ微小部分析法 - 波長分散形X線分析によるバルク試料の定量的ポイント分析
- ISO 22493 マイクロビーム分析 - 走査電子顕微鏡 - 用語
- ISO 22498 プラスチック - 塩化ビニルホモポリマー及びコポリマー - 機械式ふるい分けによる粒度測定
- ISO 22514 プロセスマネジメントにおける統計的方法 - 能力及び性能
- ISO/TR 22521 可搬形手持ち林業機械 - ハンドルにおける振動放出レベル - 2002年の比較データ
- ISO 22522 収穫物保護設備 - 樹木及び低木収穫物内の噴霧分布の現場測定
- ISO/IEC 22533 情報技術 - 90 mm光ディスクカートリッジでのデータ交換 - 容量：2.3ギガバイト/カートリッジ
- ISO/IEC 22534 情報技術 - 電気通信及びシステム間の情報交換 - アプリケーションセッションサービス
- ISO/IEC 22535 情報技術 - システム間の電気通信及び情報交換 - 企業電気通信網 - QSIGのSIPトンネリング
- ISO/IEC 22536 情報技術 - 電気通信及びシステム間の情報交換 - 近距離音場通信インタフェース及びプロトコル(NFCIP-1) - RFインタフェース試験方法
- ISO/IEC 22537 情報技術 - XML (E4X)仕様のECMAスクリプト
- ISO/PAS 22539 ISO 15928のユーザの手引 - 家屋 - 性能の記述
- ISO 22538 宇宙システム - 酸素の安全性
- ISO 22555 船舶及び海洋工学 - プロペラピッチ指示計
- ISO/PAS 22574 路上走行車 - ブレーキライニング摩擦材料 - 目視検査
- ISO/TS 22600 保健医療情報 - 特権マネジメント及びアクセス管理
- ISO 22608 防護衣 - 液体化学薬品に対する防護 - 防護衣素材をとうした液体殺虫剤の反発性、保持性及び浸透性の測定
- ISO 22609 感染性因子に対する保護用衣服 - 医用顔面保護マスク - 合成血液の浸透に対する耐性の試験方法(固定容量、水平飛沫)
- ISO 22610 患者、臨床スタッフ及び機器のための医療用具として使用する外科用ドレープ、ガウン及び汚染防止服 - 湿潤細菌侵入耐性を測定するための試験方法
- ISO 22612 病原菌に対する保護のための衣類 - 乾燥病原菌侵入に対する耐性の試験方法
- ISO 22621 最大使用圧力が2 MPa (20バール)以下のガス燃料供給用プラスチック配管システム - ポリアミド(PA)
- ISO 22628 路上走行車 - リサイクル性及び回収性 - 試験方法
- ISO 22634 シガレット - シガレット主流煙のベンゾ(ア)ピレンの定量 - ガスクロマトグラフ/質量分析法を使用する方法
- ISO 22641 宇宙データ及び情報転送システム - TM (遠隔計測)同期化及びチャネルコーディング
- ISO 22642 宇宙データ及び情報転送システム - TC (遠隔制御)同期化及びチャネルコーディング
- ISO 22643 宇宙データ及び情報伝達システム - データ実体辞書仕様書言語（DEDSL) - XML/DTDシンタックス
- ISO 22644 宇宙データ及び情報転送システム - 軌道データメッセージ
- ISO 22645 宇宙データ及び情報転送システム - TM (遠隔計測)宇宙データリンクプロトコル
- ISO 22646 宇宙データ及び情報転送システム - 宇宙パケットプロトコル
- ISO 22647 宇宙データ及び情報伝達システム - 宇宙リンク識別子
- ISO/TR 22648 履き物 - 履き物の構成材に対する性能要求事項 - スティフナ及びトウパフ
- ISO 22649 履き物 - 中底及び中敷きの試験方法 - 吸水率及び脱水率
- ISO 22650 履き物 - ホールシューズの試験方法 - ヒールアタッチメント
- ISO 22651 履き物 - 中底の試験方法 - 寸法的安定
- ISO 22652 履き物 - 中底、内張り及びインソックスの試験方法 - 汗抵抗性
- ISO 22653 履き物 - 内張り及び中敷きの試験方法 - 静的摩擦
- ISO 22654 履き物 - 表底の試験方法 - 引張強度及び伸び
- ISO 22662 牛乳及び乳製品 - 高性能液体クロマトグラフィ(参照方法)による乳糖含有量の測定
- ISO 22663 宇宙データ及び情報転送システム - 近接-1宇宙リンクプロトコル - データリンク層
- ISO 22664 宇宙データ及び情報転送システム - TC(遠隔制御)宇宙データリンクプロトコル
- ISO 22666 宇宙データ及び情報転送システム - AOS(先進軌道システム)宇宙データリンクプロトコル
- ISO 22667 宇宙データ及び情報転送 - 通信操作手順-1
- ISO 22669 宇宙データ及び情報転送システム - 宇宙リンク拡張(SLE) - リターンオールフレームサービス
- ISO 22670 宇宙データ及び情報伝達システム - スペースリンク拡張(SLE) - リターンチャネルフレームサービス
- ISO 22671 宇宙データ及び情報転送システム - 宇宙リンク拡張(SLE) - フォワードコミュニケーションリンク転送ユニット(CLTU)サービス
- ISO 22672 宇宙データ及び情報伝達システム - 宇宙リンク拡張(SLE) - 順方向宇宙パケットサービス
- ISO 22673 船舶及び海洋技術 - 自然落下救命ボートの進水装置
- ISO 22674 歯科 - 固定及び可撤修復物及び器具のための金属材料
- ISO 22675 補綴 - 短下肢装置及び足装置の試験 - 要求事項及び試験方法
- ISO/TR 22676 補綴 - 短下肢装置及び足装置の試験 - ISO 22675の試験負荷条件の適用及び適切な試験機器の設計のための指針
- ISO/TR 22694 高圧ガス容器 - 定期点検及び試験時の継目無容器及びアルミニウム合金容器のきずに関する合/否基準を定めるための方法
- ISO 22702 実用ライタ - 一般消費者安全要求事項
- ISO 22716 化粧品 - GMP-GMPガイドライン
- ISO/PAS 22720 ASAMオープンデータサービス5.0
- ISO 22762 エラストマー耐震絶縁装置[3]
- ISO/IEC TR 22767 情報技術 - 電気通信及びシステム間情報交換 - SIP電話ユーザーエージェントのためのCSTA使用(uaCSTA)
- ISO 22768 生ゴム - 示差走査熱量測定(DSC)によるガラス転移温度の測定
- ISO 22775 履き物 - 附属品の試験方法：金属附属品 - 耐食性
- ISO 22803 歯科 - 口腔及び顎顔面外科における誘導組織再生のための膜素材
- ISO/TS 22809 非破壊試験 - 確認検査で使用する試料の不連続部
- ISO 22810 時計製造法 - 防水腕時計
- ISO/TR 22824 溶接材料 - 明細書における予測及び測定FN - IIW委員会IXの専門家の職務状況
- ISO 22825 溶接部の非破壊試験 - 超音波探傷試験 - オーステナイト鋼及びニッケル基材合金の溶接部の試験
- ISO 22826 金属材料の溶接部の破壊試験レーザ及び電子ビームで溶接した狭継手の硬さ試験(ビッカース及びヌープ硬さ試験)
- ISO 22827 Nd:YAGレーザビーム溶接機の合否試験 - 光ファイバデリバリをもつ機械
- ISO 22829 抵抗溶接 - 内蔵変圧器付き溶接ガンのための変圧器-整流器 - 1000 Hzの周波数で作動する変圧器-整流器ユニット
- ISO 22837 広域通信のための車両プローブデータ
- ISO 22840 高度道路交通システム - 逆転操作を支援するための装置 - 拡張後方障害物警報システム(ERBA)
- ISO 22846 落下を防止するための個人用保護器具 - ロープアクセスシステム
- ISO/PAS 22853 船舶及び海洋工学 - コンピュータアプリケーション - 海洋安全マークアップ言語(MSML)の仕様書
- ISO 22854 鉱油製品 - 自動車エンジン用ガソリンの炭化水素のタイプ及びオキシジェネートの求め方 - 多元ガスクロマトグラフィ法
- ISO 22855 果実及び野菜製品 - 安息香酸及びソルビン酸濃度の定量 - 高速液体クロマトグラフィ法
- ISO 22856 作物保護機器 - 噴霧ドリフトの試験所測定の方法 - 風洞
- ISO 22857 保健医療情報 - 個人の健康情報の越境移動を容易にするためのデータ保護の指針
- ISO 22866 クロップ保護用機器 - 噴霧器移動の現場測定方法
- ISO 22867 林業機械 - 内燃機関をもつ可搬形手持ち機械のための振動試験コード - ハンドルでの振動
- ISO 22868 林業及び園芸機械 - 内燃機関をもつ可搬形手持ち機械の騒音試験基準 - 工学的方法(等級2の精度)
- ISO/TR 22869 臨床検査室 - 検査室のISO 15189:2003実施の指針
- ISO 22870 介護現場試験(POC) - 品質及び力量の要求事項
- ISO 22875 原子力 - 二酸化ウラン粉末及び焼結ペレット内の塩素及びフッ素の定量
- ISO 22877 キャスタ及び車輪 - 用語、記号及び多言語用語集
- ISO 22878 車輪及びキャスター - 試験方法及び装置
- ISO 22879 車輪及びキャスター - 家具用キャスターの要求事項
- ISO 22880 車輪及びキャスター - 回転イス用キャスターの要求事項
- ISO 22881 車輪及びキャスター - 規格化用途のための手動推進機器での使用のための要求事項
- ISO 22882 車輪及びキャスター - 病院ベッド用キャスターの要求事項
- ISO 22883 車輪及びキャスター - 1.1 m/s (4 km/h)以下の用途の要求事項
- ISO 22884 車輪及びキャスター - 1.1 m/s (4 km/h)超4.4 m/s (16 km/h)以下の用途の要求事項
- ISO 22889 金属材料 - 安定き裂拡大に対する耐性を求めるための低制約の試料を用いる試験方法
- ISO 22891 紙 - 拡散反射率測定による透過率の求め方
- ISO 22892 地盤環境 - ガスクロマトグラフィ及び質量分析法による標的化合物の同定の指針
- ISO 22896 路上走行車 - 乗員安全システムのための配備及びセンサバス
- ISO 22897 建築用ガラス - ガラス及び空気伝達音響絶縁度 - 製品の概要及び特性の測定
- ISO/TR 22898 火災安全工学の面における建造物のための火災封じ込め試験のアウトプットのレビュー
- ISO 22899 受動的防火材料の噴出炎に対する耐性の測定
- ISO 22900 路上走行車 - モジュラ車両通信インタフェース(MVCI)
- ISO 22915 産業車両 - 安定性の検証
- ISO/TR 22957 文書管理 - 電子文書管理システム(EDMS)の分析、選択及び実施[1]
- ISO 22959 動物性及び植物性脂肪並びに油脂 - オンラインドナー・アクセプタ複合クロマトグラフィ及び蛍光検出HPLCによる多環式芳香族炭化水素の定量
- ISO 22964 フードチェーンの微生物学 - クロノバクター属検出のための水平方法
- ISO 22968 強制吸引オイルバーナ
- ISO/TR 22979 眼内レンズ - 人工水晶体 - 人工水晶体設計変更の臨床試験の必要性の評価に関する指針
- ISO/IEC 23000 情報技術 - マルチメディアアプリケーションフォーマット(MPEG-A)
- ISO/IEC 23001 情報技術 - MPEGシステム技術[4]
- ISO/IEC 23002 情報技術 - MPEG映像技術
- ISO/IEC 23003 情報技術 - MPEGオーディオ技術
- ISO/IEC 23005 情報技術 - メディアコンテキスト及びコントロール
- ISO/IEC 23008 情報技術 - 異機種環境における高効率符号化及びメディア配送
- ISO/IEC 23009 情報技術 - HTTPの動的対応ストリーム(DASH)
- ISO/IEC 23026 ソフトウェア工学 - インターネットのための推奨実施要領 - ウェブサイト工学、ウェブサイトマネジメント及びウェブサイトライフサイクル
- ISO 23041 宇宙システム - 無人宇宙船運転手順 - 文書
- ISO 23045 建築環境設計 - 新造建築物のエネルギー効率を評価するための指針
- ISO 23081 情報及びドキュメンテーション - 記録マネジメントプロセス - 記録用メタデータ
- ISO 23125 工作機械 - 安全性 - 旋盤
- ISO 23145 ファインセラミック(先進セラミック、先進技術セラミック) - セラミック粉体のかさ密度の測定
- ISO 23146 ファインセラミック(先進セラミック、先進技術セラミック) - モノリシックセラミックの破壊靭性の試験方法 - シングルエッジ-Vノッチビーム(SEVNB)法
- ISO 23161 地盤環境 - 抽出有機スズ化合物の定量 - ガスクロマトグラフィ法
- ISO/TS 23166 製品の幾何特性仕様(GPS) - 座標計測機(CMM)試験の不確かさの評価のための指針
- ISO 23181 油圧動力 - フィルタエレメント - 高速流体を用いる流動疲労耐性の測定
- ISO 23185 専門用語情報資源のアセスメント及びベンチマーキング - 一般概念、原則及び要求事項
- ISO 23202 アルミニウムの製造に使用する酸化アルミニウム - 20マイクロメータ開口ふるいを通過する粒子の定量
- ISO 23205 農業用トラクタ - インストラクションシート
- ISO 23206 農業用ホイールトラクタ及びアッタチメント - フロントローダ - アタッチメント用キャリッジ
- ISO 23208 超低温容器 - 超低温使用のための清浄度
- ISO 23231 繊維 - 織物の寸法変化の求め方 - 加速機械法
- ISO 23232 繊維 - 撥水性 - 水/アルコール溶液耐性試験
- ISO/IEC 23270 情報技術 - プログラム言語 - C#
- ISO/IEC 23271 情報技術 - 共通言語インフラストラクチャ(CLI)パーティションI-VI
- ISO/IEC TR 23272 情報技術 - 共通言語インフラストラクチャ(CLI) - パーティションIV XMLファイルから引き出した情報に関する技術報告書
- ISO 23274 ハイブリッド自動車の燃費測定法（外部充電無し）[3]
- ISO 23275 動物性及び植物性脂肪並びに油脂 - ココアバター及びプレーンチョコレートのカカオ脂当量
- ISO/IEC 23289 情報技術 - 電気通信及びシステム間情報交換 - 協調電気通信網 - QSIGとH.323間の信号相互動作 - 基本サービス
- ISO/IEC 23290 情報技術 - 電気通信及びシステム間情報交換 - 私設総合サービス網PISN) - H.323網を経由するQSIGのトンネルのマッピング機能
- ISO 23297 熱可塑性ホース及びホースアセンブリ - 油圧用途のワイヤ又は合成ヤーン強化単圧タイプ - 仕様
- ISO 23309 油圧動力システム - 組立済みシステム - フラッシングによる洗浄ラインの方法
- ISO 23317 外科用インプラント - インプラント材料のアパタイト成形能力のためのインビトロ評価
- ISO 23328 麻酔及び吸入用の呼吸回路フィルタ
- ISO/IEC 23360 リナックス標準ベース(LSB)コア仕様3.1
- ISO 23392 生鮮及び急速乾燥トウモロコシ及びエンドウ豆 - アルコール不溶性固形物含有量の測定
- ISO 23409 男性用コンドーム - 合成素材製コンドームの要求事項及び試験方法
- ISO 23429 六角穴の目盛り定め
- ISO 23480 プレス工具 - スライディングプレート
- ISO 23481 プレス工具 - カムドライバプレート
- ISO 23539 測光 - 物理的測光のCIEシステム
- ISO 23550 ガスバーナ及びガス燃焼器具の安全性及び制御装置 - 一般要求事項
- ISO 23551 ガスバーナ及びガス燃焼機器の安全性及び制御装置 - 特定要求事項
- ISO 23552 ガス及び/又はオイルバーナ並びにガス及び/又はオイル器具のための安全及び制御装置 - 特定要求事項
- ISO 23553 油バーナ及び油燃焼器具の安全及び制御装置 - 特定要求事項
- ISO/TS 23556 潤滑油内のディーゼルエンジンすす除去装置の性能試験方法
- ISO 23559 プラスチック - フィルム及びシート - 熱可塑性フィルムの試験の手引
- ISO 23600 視力障害者及び視聴覚障害者のための補助製品 - 歩行者通行用ライトのための音響及び触覚標識
- ISO 23601 安全識別 - 脱出及び避難計画標識
- ISO/TR 23602 チェーン鋼のじん性
- ISO/TS 23605 技術製品仕様(TPS) - 適用の手引 - 国内実施に関する国際モデル[1]
- ISO 23631 水質 - ダラポン、トリクロロ酢酸及び選別ハロ酢酸の定量 - 液液抽出及び派生後のガスクロマトグラフィを用いる方法(GC-ECD及び/又はGC-MS検出)
- ISO 23647 植物性脂肪及び油 - ガスクロマトグラフィによるワックス含有量の定量
- ISO 23733 繊維 - シェニール糸 - 線密度の測定のための試験方法
- ISO 23747 麻酔及び呼吸機器 - 自然呼吸人における肺機能の評価のための最大呼気流量計
- ISO/TS 22789 保健医療情報 - 用語法における患者所見と問題に関する概念的枠組み
- ISO/IEC 23360 リナックス標準ベース(LSB)コア仕様3.1
- ISO/TR 23849 ISO 13849-1及びIEC 62061の機械の安全関連制御システムへの設計への適用の手引
- ISO 23893 水質 - 魚の生化学的及び生理学的測定
- ISO 23910 レザー - 物理及び機械試験 - 縫い目の引裂き強さの測定
- ISO/IEC 23912 DVD[3]
- ISO/IEC 23915 情報技術 - 電気通信及びシステム間の情報交換 - 企業内電気通信網 - QSIGとSIP間の信号相互作用 - コール迂回
- ISO 23950 情報及びドキュメンテーション - 情報検索(Z39.50) - 応用サービス定義及びプロトコル仕様
- ISO 23954 圧搾ライム精油、ペルシャタイプ(Citrus latifolia Tanaka)
- ISO 23993 建築機器及び産業施設のための断熱製品 - 設計熱伝導率の決定
- ISO 23996 弾性床仕上げ材 - 密度の求め方
- ISO 23997 弾性床仕上げ材 - 単位面積当たりの質量の測定
- ISO 23999 弾性床仕上げ材 - 熱暴露後の寸法的安定性及び巻き上がりの測定
- ISO 24033 高温耐性のポリエチレン(PE-RT)管 - 予測強さに対する時間・温度の影響
- ISO 24034 溶接材料 - チタン及びチタン合金の融接用ソリッドワイヤ電極、ソリッドワイヤ及びロッド - 分類
- ISO 24095 作業環境大気 - 吸入性遊離ケイ酸の測定の手引[1]
- ISO 24100 高度道路交通システム - 探査機情報サービスにおける個人データ保護の基本原則
- ISO 24101 高度道路交通システム - 自動車用通信アクセス(CALM) - アプリケーションマネジメント
- ISO 24102 高度道路交通システム - 陸上移動体の通信アクセス(CALM) - マネジメント
- ISO 24103 高度道路交通システム - 自動車電話用通信アクセス(CALM) - メディア対応インタフェース層(MAIL)
- ISO 24114 インスタントコーヒー - 真性の基準
- ISO 24135 産業車両 - オペレータ拘束システムの仕様及び試験方法
- ISO 24153 無作為抽出及び無作為化手順[1]
- ISO/TS 24154 液体比重測定法 - 音響ドップラー観測記録装置による河川流速及び流量の測定
- ISO 24157 眼光学及び器具 - 人の眼の光収差の報告
- ISO 24173 マイクロビーム分析 - 電子後方散乱回折による方位測定の指針
- ISO 24314 構造用鋼 - 改良型耐震性をもつ建築用構造鋼 - 技術的受渡条件
- ISO 24333 穀物及び穀物製品 - サンプリング[1]
- ISO 24336 積層床仕上げ材 - 部分的浸水後の厚さ膨潤の測定
- ISO 24342 弾性及び繊維仕上げ材 - 側長、エッジの直線度及び直角度の測定
- ISO/TS 24348 眼光学 - 眼鏡枠 - 磨耗のシミュレーション及び金属及びコンビネーション眼鏡枠からのニッケル放出の検出
- ISO 24353 建築材料及び製品の温湿度性能 - 湿度変化に応じた吸湿及び脱湿特性の求め方
- ISO 24394 航空宇宙用溶接－溶接士及び自動溶接士の資格試験－金属部品の融接
- ISO 24408 船舶及び海洋工学 - 救命設備のための位置表示灯 - 製品ユニットの試験、検査及びマーキング
- ISO 24409 船舶及び海洋技術 - 船上安全標識、安全関連標識、安全警告及び安全表示の設計、位置の選定及び使用
- ISO 24410 土工機械 - スキッドステアローダへのアタッチメントのカップリング
- ISO 24415 歩行補助製品の先端部 - 要求事項及び試験方法
- ISO 24431 高圧ガス容器 - 圧縮及び液化ガス用の容器(アセチレンを除く) - 充填時の検査
- ISO 24444 化粧品 - 日焼け防止の試験方法 - 日焼け防止指数(SPF)のインビボ測定
- ISO 24450 実験用ガラス器具 - 首広煮沸フラスコ
- ISO 24453 ゴム - 比較可能なシングルポイントデータの獲得及び提示
- ISO 24454 ゴム - 比較可能なマルチポイントデータの獲得及び提示
- ISO 24473 燃焼試験 - 開放熱量測定 - 40 MWまでの火の熱及び燃焼生成物の生成速度の測定
- ISO/TR 24475 化粧品 - GMP -  一般研修用文書
- ISO 24490 超低温容器 - 低温使用のためのポンプ
- ISO 24496 オフィス家具 - オフィス椅子 - 寸法の測定方法
- ISO 24497 非破壊試験 - 金属磁気メモリー試験
- ISO/TR 24498 紙、板紙及びパルプ - 試験方法の不確かさの推定
- ISO 24500 人間工学 - アクセシブルデザイン - 消費者製品の聴覚信号
- ISO 24501 人間工学 - アクセシブルデザイン - 消費者製品の聴覚信号の音圧レベル
- ISO 24510 飲料水及び下水サービスに関する活動 - ユーザ･サービスの評価及び向上に関するガイドライン
- ISO 24511 飲料水及び下水サービスに関する活動 - 下水事業のマネジメント及び下水サービスの評価に関するガイドライン
- ISO 24512 飲料水及び下水サービスに関する活動 - 飲料水事業のマネジメント及び飲料水サービスの評価に関するガイドライン
- ISO 24523 飲料水供給システム及び廃水システム関連の事業活動 - 水施設のベンチマーク作成の指針
- ISO/TR 24529 高度道路交通システム - システムアーキテクチャ - ITS国際規格及び発行物における統一モデリング言語(UML)の使用
- ISO/TS 24530 交通及び旅行者情報(TTI) - 輸送プロトコル専門家グループ(TPEG)拡張マークアップ言語規約(XML)を介するTTI
- ISO 24531 高度道路交通システム - システムアーキテクチャ、分類及び用語 - ITS標準、データ登録及びデータ辞書へのXMLの使用
- ISO 24557 豆類 - 水分含有量の求め方 - 空気加熱法
- ISO 24613 言語リソースマネジメント - 語彙構成の枠組み(LMF)
- ISO 24614 言語リソースマネジメント - 筆記文字の単語区分
- ISO 24615 言語リソースマネジメント - 統語的注解フレームワーク(SynAF)
- ISO 24631 動物の無線周波識別
- ISO 24698 生ゴム - アクリロニトリルブタジエンヌゴム(NBR)内の結合アクリロニトリル含有量の求め方
- ISO/IEC 24700 再利用部品を含む事務機器の品質及び性能
- ISO/IEC 24702 情報技術 - 情報配線システム - 産業構内
- ISO/IEC 24703 情報技術 - 参加者識別子
- ISO/IEC TR 24704 情報技術 - 無線アクセスポイントのための顧客構内配線
- ISO/IEC TR 24705 情報技術 - 事務機器 - カラー画像複製機 - デジタル及びアナログ検査図票による彩色図案の画像複製を規定する方法
- ISO/IEC 24707 情報技術 - コモンロジック(CL)：ロジック言語ファミリの枠組み
- ISO/IEC 24708 情報技術 - バイオメトリクス - BioAPI　インターワーキングプロトコル
- ISO/IEC 24709 情報技術 - バイオメトリックアプリケーションプログラミングインタフェース(BioAPI)のための適合性試験
- ISO/IEC TR 24710 情報技術 - アイテムマネジメントのための無線周波数識別 - ISO/IEC 18000エアインタフェース定義の基本タグライセンスプレートの機能性
- ISO/IEC 24711 カラーインクジェット方式のプリンタ及び複合機のインクカートリッジ印刷可能枚数測定方法
- ISO/IEC 24712 事務機器消耗品の印刷可能枚数測定用カラーテストページセット
- ISO/IEC 24713 情報技術 - 相互運用性及びデータ交換のためのバイオメトリックプロファイル
- ISO/IEC TR 24714 情報技術 - バイオメトリクス - 商業用途のための管轄権及び社会的考察
- ISO/IEC TR 24715 情報技術 - プログラミング言語、その環境及びシステムソフトウェアインタフェース - ISO/IEC 9945 (POSIX)とLinux Standard Base (ISO/IEC 23360)との対立に関する技術報告書
- ISO/IEC TR 24716 情報技術 - プログラミング言語、その環境及びシステムソフトウェアインタフェース - XMLサポートのためのネイティブCOBOLシンタックス
- ISO/IEC TR 24717 情報技術 - プログラミング言語、その環境及びシステムソフトウェアインタフェース - プログラミング言語COBOLのコレクションクラス
- ISO/IEC TR 24718 情報技術 - プログラム言語 - 高信頼性システムにおけるAda Ravenscarプロファイルの使用の手引
- ISO/IEC TR 24720 情報技術 - 自動識別及びデータ捕捉技術 - ダイレクトパートマーキング(DPM)の指針
- ISO/IEC TR 24722 情報技術 - バイオメトリクス - マルチモーダル及びその他のマルチバイオメトリック融合
- ISO/IEC 24723 情報技術 - 自動識別及びデータ収集技法 - GS1合成バーコード記号論仕様
- ISO/IEC 24724 情報技術 - 自動識別及びデータ収集技術 - RSSバーコード記号論の仕様
- ISO/IEC TR 24725 学習、教育及び訓練のための情報技術 - 支援技術及び個別統合
- ISO/IEC 24727 識別カード - ICカード及びプログラミングインタフェース
- ISO/IEC 24728 情報技術 - 自動識別及びデータ収集技術 - MicroPDF417バーコード記号法仕様
- ISO/IEC TR 24729 情報技術 - アイテムマネジメントのための無線周波数識別 - 実施の手引
- ISO/IEC 24730 情報技術 - 実時間位置決めシステム(RTLS)
- ISO/IEC TR 24731 プログラム言語、その環境及びシステムソフトウェアインタフェース - Cライブラリの拡張
- ISO/IEC TR 24732 情報技術 - プログラム言語、その環境及びシステムソフトウェアインタフェース - 浮動小数点基底算術をサポートするためのプログラム言語Cへの拡張
- ISO/IEC 24734 情報技術 - 事務機器 - デジタル印刷生産性の測定方法
- ISO/IEC 24735 情報技術 - 事務機器 - デジタルコピー生産性の測定方法
- ISO/IEC 24738 情報技術 - マルチメディアリンク属性のアイコン記号及び機能
- ISO/IEC 24739 情報技術 - パケットインタフェース-7をもつATアタッチメント
- ISO/IEC 24740 情報技術 - 応答リンク(RL)
- ISO/IEC TR 24741 情報技術 - バイオメトリクス･チュートリアル
- ISO/IEC 24744 ソフトウェア工学 - 開発方法論のためのメタモデル
- ISO/IEC TR 24746 情報技術 - 顧客敷地のための汎用配線 - 中間スパンDTE電源挿入
- ISO/IEC 24747 情報技術 - プログラム言語、その環境及びシステムソフトウェアインタフェース - 数学的特殊機能をサポートするためのCライブラリへの拡張
- ISO/IEC TR 24748 システム及びソフトウェア工学 - ライフサイクルマネジメント
- ISO/IEC TR 24750 情報技術 - 10GBASE-Tをサポートするための導入済み均衡形ケーブルチャンネルの評価及び軽減
- ISO/IEC 24751 情報技術 - eラーニング、教育及び訓練における個別化順応性及びアクセス性
- ISO/IEC 24752 情報技術 - ユーザインタフェース - ユニバーサルリモートコンソール
- ISO/IEC 24754 情報技術 - 文書記述及び処理言語 - 文書表現システムを規定するための最低限の要求事項
- ISO/IEC 24755 情報技術 - パーソナルモバイル通信装置のスクリーンアイコン及び記号
- ISO/IEC 24756 情報技術 - ユーザ、システム及びその環境のニーズ及び能力の共通アクセスプロファイル(CAP)を規定する枠組み
- ISO/IEC 24757 情報技術 - キーボードインタラクションモデル - 機械読取式キーボード記述
- ISO/IEC 24759 情報技術 - セキュリティ技術 - 暗号モジュールの試験要求事項
- ISO/IEC 24761 情報技術 - セキュリティ技術 - バイオメトリクスのための確認コンテクスト
- ISO/IEC 24762 情報技術 - セキュリティ技法 - 情報及び通信技術障害復旧サービスの指針
- ISO/IEC 24764 情報技術 - データセンターのための一般的配線システム
- ISO/IEC 24765 システム及びソフトウェア・エンジニアリング用語[5]
- ISO/IEC TR 24766 情報技術 - システム及びソフトウェア工学 - 要求事項工学ツール能力の手引
- ISO/IEC 24767 情報技術 - ホームネットワークセキュリティ
- ISO/IEC TR 24769 情報技術 - リアルタイム位置情報システム(RTLS)装置の適合性試験方法 - 2.4 GHzにおける無線インタフェースコミュニケーションの試験方法
- ISO/IEC TR 24770 情報技術 - リアルタイム位置情報システム(RTLS)装置の性能試験方法 - 2.4 GHzにおける無線インタフェースコミュニケーションの試験方法
- ISO/IEC 24771 情報技術 - システム間の電気通信及び情報交換 - 工業的作業環境におけるQoSを支援するためのアドホックワイヤレスネットワークのMAC/PHY標準
- ISO/IEC TR 24772 情報技術 - プログラミング言語 - 言語選択及び使用を通じたプログラミング言語における脆弱性を回避するための手引
- ISO/IEC 24773 ソフトウェア工学 - ソフトウェア工学専門家の認証 - 比較の枠組み
- ISO/IEC TR 24774 ソフトウェア及びシステム工学 - ライフサイクルマネジメント - プロセス記述の指針
- ISO/IEC 24775 情報技術 - 保管管理
- ISO/IEC 24778 情報技術 - 自動識別及びデータ収集技法 - アズテック語コードのバーコード記号論仕様
- ISO/IEC 24779 情報技術 - バイオメトリック技術の実施の広管轄権域及び社会的側面 - バイオメトリックシステムと共に使用する絵文字、アイコン及び記号
- ISO/IEC TR 24784 情報技術 - 英（欧）数字入力用キーボード配列 - 利用者の必要性及び必要な刷新に関するISO/IEC 9995の記述
- ISO/IEC TR 24785 情報技術 - 文化及び言語順応性ユーザ要求事項の分類学
- ISO/IEC 24786 情報技術 - ユーザインタフェース - アクセスビリティ設定のための利用しやすいユーザインタフェース
- ISO/IEC 24787 情報技術 - 識別カード - カード内バイオメトリック比較
- ISO/IEC 24790 情報技術 - オフィス機器 - ハードコピー出力の画像品質属性の測定 - モノクロテキスト及びグラフィック画像
- ISO/IEC 24791 情報技術 - アイテムマネジメントのための無線周波識別(RFID) - ソフトウェアシステムインフラストラクチャ
- ISO/IEC 24792 情報技術 - システム間の電気通信及び情報交換 - マルチキャストセッションマネジメントプロトコル(MSMP)
- ISO/IEC 24793 情報技術 - 移動マルチキャスト通信：フレームワーク
- ISO/IEC 24800 情報技術 - JPSearch
- ISO 24803 レクレーショナルダイビングサービス - レクレーショナルダイビングプロバイダに対する要求事項
- ISO/IEC 24824 情報技術 - ASN.1 の一般応用[6]
- ISO 24998 実験用プラスチック器具 - 微生物学的処置のための使い捨てペトリ皿
- ISO/IEC 25000 ソフトウェア工学 - ソフトウェア製品品質要求事項及び評価(SQuaRE) - SQuaREの手引
- ISO 25001 ソフトウェア工学 - ソフトウェア品質要求事項及び評価(SQuaRE) - 計画及び管理
- ISO/IEC 25010 システム及びソフトウェア工学 - システム及びソフトウェア品質要求事項及び評価(SQuaRE) - システム及びソフトウェア品質モデル
- ISO/IEC 25012 ソフトウェア工学 - ソフトウェア製品品質要求事項及び評価(SQuaRE) - データ品質モデル
- ISO/IEC TR 25060 システム及びソフトウェア工学 - システム及びソフトウェア製品品質要求事項及び評価(SQuaRE) - ユーザビリティのための共通産業フォーマット(CIF)：ユーザビリティ関連情報のための一般的枠組み
- ISO/IEC 25061 ソフトウェア工学 - ソフトウェア製品の評価 - 商用市販ソフトウェア製品の品質要件と試験の指示事項[7]
- ISO/IEC 25062 ソフトウェア工学 - ソフトウェア製品品質要求事項及び評価(SQuaRE) - 有用性能試験報告書のための共通産業フォーマット(CIF)
- ISO/TR 25100 高度道路交通システム - システムアーキテクチャ - ITSデータコンセプトの整合化
- ISO 25101 水質 - パーフルオロオクタンスルホナート(PFOS)及びパーフルオロオクタン酸(PFOA) - 固相抽出及び液体クロマトグラフィ/質量分析を用いる未ろ過サンプルのための方法
- ISO/TR 25102 高度道路交通システム - システムアーキテクチャ - 'Use Case' プロフォーマテンプレート
- ISO/TR 25104 高度道路交通システム - システムアーキテクチャ、分類学、用語及びデータモデリング - ITSアーキテクチャの教育訓練要求事項
- ISO/TR 25107 非破壊試験 - NDT教育・訓練細目の指針
- ISO/TR 25108 非破壊試験 - NDT要員の教育・訓練組織の指針
- ISO/TS 25110 自動料金収受システム - ICカード(ICC)を使用するオンボードアカウントのためのインタフェース定義
- ISO 25111 高度道路交通システム - 陸上移動局の通信アクセス(CALM) - 公衆ネットワークを使用するための一般要求事項
- ISO 25112 高度道路交通システム - 陸上移動体の通信アクセス(CALM) - IEEE 802.16によるモバイルワイヤレスブロードバンド
- ISO 25113 高度道路交通システム - 陸上移動体の通信アクセス(CALM) - HC-SDMAによるモバイルワイヤレスブロードバンド
- ISO/TS 25114 高度道路交通システム - プローブデータ報告マネジメント(PDRM)
- ISO 25119 農林業用トラクタ及び機械 - 制御系統の安全関連部品
- ISO 25140 固定発生源 - 水素炎イオン化検出を用いるメタン濃度定量の自動方法
- ISO 25178 製品の幾何特性仕様(GPS) - 表面性状：肌
- ISO 25179 接着剤 - 水溶性又はアルカリ水溶性感圧接着剤の溶解性の求め方
- ISO 25217 接着剤 - 二重片持ち梁及びテーパ二重片持ち梁を用いる構造用接着継手のモード1接着割れエネルギーの測定
- ISO 25237 保健医療情報 - 変名化
- ISO/TR 25257 保健医療情報 - 医用製品の国際コード化システムの実務的要求事項
- ISO 25337 プラスチック - 生産品質管理 - 単独測定による統計的方法
- ISO/TS 25377 比重の不確かさの手引 (HUG
- ISO/TR 25398 土工機械 - 乗物機械の全身振動への暴露評価の指針 - 国際施設、組織及び製造業者によって測定された整合データの使用
- ISO/TR 25417 音響 - 基本量及び用語
- ISO 25424 医療機器の滅菌 - 低温蒸気及びホルムアルデヒド - 医療機器の滅菌プロセスの開発,妥当性確認及び定期検査
- ISO/IEC 25436 Eiffel - 分析、設計、及びプログラミング用言[8]
- ISO/IEC 25437 情報技術 - WS セション - 応用セションサービスのためのウェブ・サービス[8]
- ISO/IEC TR 25438 情報技術 - 共通言語インフラストラクチャ(CLI)
- ISO 25457 石油、石油化学及び天然ガス工業 - 一般精油所及び石油化学設備用のフレア詳細
- ISO 25539 心臓血管インプラント - 血管内デバイス
- ISO 25577 情報及びドキュメンテーション - MarcXchange
- ISO 25720 保健医療情報 - ゲノムシーケンス変異マークアップ言語(GSVML)
- ISO/IEC 25781 情報技術 - 汎用3Dファイルフォーマット[8]
- ISO 25947 花火 - カテゴリ1、2及び3
- ISO/IEC 25961 ソフトウェア集中型システム用アーキテクチャ記述要領[9]
- ISO 26000 社会的責任に関する手引
- ISO 26021 路上走行車 - 車載火花装置の最終寿命活性化
- ISO 26022 路上走行車 - 輸送情報及び管理システムの人間工学的側面 - 車両内二次タスク要求の影響評価のための模擬車線変更試験
- ISO 26101 音響 - 自由音場環境の評価のための試験方法
- ISO/PAS 26183 世界自動車産業のためのSASIG製品データ品質指針
- ISO 26202 マグネシウム及びマグネシウム合金 - キャストアノード用のマグネシウム合金
- ISO 26243 スフ紡績用カード - 用語及び構造原理
- ISO 26261 花火 - カテゴリ4
- ISO 26262 自動車 - 機能安全
- ISO/IEC 26300 情報技術 - オフィスアプリケーション用の開放文書フォーマット (OpenDocument) v1.0
- ISO 26304 溶接材料 - 高張力綱のサブマージアーク溶接用ソリッドワイヤ電極、中空電極及び電極・フラックスコンビネーション - 分類
- ISO 26322 農林業用トラクタ - 安全性
- ISO 26323 乳製品 - 連続pH計測(CpH)による乳培養液の酸性化作用の求め方
- ISO 26362 市場、意見及び社会調査におけるアクセスパネル - 用語及びサービス要求事項
- ISO 26367 燃焼放出物の環境悪影響のアセスメント指針
- ISO/IEC 26369 化粧品 - 日焼け防止試験方法 - 日焼け防止製品の光防護を評価するための方法のレビュー及び評価
- ISO 26382 コージェネレーションシステム - 計画、評価及び調達のための技術通知書
- ISO 26402 農業用車両 - 農業用トレーラのステアリングシステム - セミトレーラの連接ステアリング装置のインタフェース
- ISO 26424 ファインセラミック(先進セラミック、先進技術セラミック) - マイクロスケール摩耗試験による皮膜の摩耗強さの求め方
- ISO 26428 デジタル映画(D映画)配給原版[1]
- ISO 26429 デジタル映画(D映画)包装
- ISO 26430 デジタル映画(D映画)操作[1]
- ISO 26431 デジタル映画(D映画)品質
- ISO 26433 デジタル映画(D映画)操作 - XMLデータタイプ[1]
- ISO 26443 ファインセラミック(先進セラミック、先進技術セラミック) - セラミックコーティングの密着性の評価のためのロックウェル圧痕試験
- ISO 26462 牛乳 - 乳糖含有量の定量 - pHの違いによる酵素法
- ISO/IEC/IEEE 26512 システム及びソフトウェア工学 - ユーザ文書の取得者及び供給者の要求事項
- ISO/IEC 26514 システム及びソフトウェア工学 - ユーザドキュメンテーションの設計者及び開発者に対する要求事項
- ISO 26602 ファインセラミック(先進セラミック、先進技術セラミック) - 軸受けボール用の窒化珪素材料
- ISO 26603 プラスチック - ポリウレタンの製造に用いるための芳香イソシアネート - 総クロリンの定量
- ISO 26622 ボールトラックシステムをもつモジュールテーパインタフェース
- ISO/IEC 26702 システムエンジニアリングプロセスの適用及び管理のためのIEEE 標準[10]
- ISO 26722 血液透析用途及び関連療法のための水処理機器
- ISO 26842 接着剤 - 室内木製品用接着剤の評価及び選択のための試験方法
- ISO/TS 26844 牛乳及び乳製品 - 抗菌薬残留物の定量 - チューブディフュージョン試験
- ISO 26865 路上走行車 - ブレーキライニング摩擦材料 - 空気ブレーキ付き商用車のための標準性能試験手順
- ISO 26866 路上走行車 - ブレーキライニング摩擦材料 - 空気ブレーキをもつ商用車両のための標準摩耗試験手順
- ISO 26867 路上走行車 - ブレーキライニング摩擦材 - 自動車制動系のための摩擦挙動評価
- ISO 26906 比重測定法 - 流量測定構造物の魚道
- ISO/IEC 26907 高速超広帯域の物理層及びMAC 副層規格[11]
- ISO/IEC 26908 ECMA-368 のためのMAC副層 - 物理層間インタフェース仕様[12]
- ISO/IEC 26925 情報技術 - データ交換用120mm 及び80mm +RWフォーマット光ディスク - 容量4,7 G バイト/面（120mm）と1.46 Gバイト/面（80mm）（記録速度 8X）[12]
- ISO/IEC 26926 情報技術 - C++/CLI言語仕様[10]
- ISO/IEC 26927 企業通信網 - 企業向け通信のための移動性[13]
- ISO/IEC 27000 情報技術 - セキュリティ技術 - 情報セキュリティマネジメントシステム - 概要及び用語
- ISO/IEC 27001 情報技術 - セキュリティ技術 - 情報セキュリティマネジメントシステム - 要求事項
- ISO/IEC 27002 情報技術 - セキュリティ技術 - 情報セキュリティマネジメントの実践のための規範
- ISO/IEC 27003 情報技術 - セキュリティ技術 - 情報セキュリティマネジメントシステムの実施の手引
- ISO/IEC 27004 情報技術 - セキュリティ技術 - 情報セキュリティマネジメント - 測定
- ISO/IEC 27005 情報技術 - セキュリティ技術 - 情報セキュリティリスクマネジメント
- ISO/IEC 27006 情報技術 - セキュリティ技術 - 情報セキュリティマネジメントシステムの監査及び認証を行う機関に対する要求事項
- ISO/IEC 27007 ISMS監査の実施に関するガイダンス規格[14]
- ISO/IEC 27011 情報技術 -セキュリティ技術 -  ISO/IEC 27002に基づく電気通信組織のための情報セキュリティマネジメント指針
- ISO 27020 歯科 - 歯列矯正に使用するブラケット及びチューブ
- ISO 27025 宇宙システム - プログラムマネジメント - 品質保証要求事項
- ISO 27026 宇宙システム - プログラムマネジメント - プロジェクトマネジメント構造の内訳
- ISO 27027 航空宇宙 - ソリッドステート遠隔出力制御器 - 一般性能要求事項
- ISO/IEC 27031 情報技術 - セキュリティ技術 - 事業継続のための情報及び通信技術準備態勢の指針
- ISO/IEC 27033 情報技術 - セキュリティ技術 - ネットワークセキュリティ
- ISO 27048 放射線防護 - 内部放射線被曝に関する作業員の監視のための線量評価
- ISO 27085 飼料 - ICP-AESによるカルシウム、ナトリウム、リン、マグネシウム、ポラシウム、鉄、亜鉛、銅、マンガン、コバルト、モリブデン、ヒ素、鉛及びカドミウムの定量
- ISO/TS 27105 牛乳及び乳製品 - HPLCによる卵白リゾチームの測定
- ISO/TS 27106 チーズ - LC-MS及びLC-MS-MSによるナイシンA含有量の定量
- ISO 27107 動植物性脂肪及び油 - 過酸化物価の測定 - 電位差終点定量
- ISO 27108 水質 - 選定した処理プラントの処理物質及び殺虫生成物の定量 - ガスクロマトグラフ質量分析を伴う固相マイクロ抽出による方法
- ISO/PAS 27145 路上走行車 - WWH-OBD通信要求事項の実施
- ISO 27327 ファン - エアカーテンユニット
- ISO 27368 窒息性中毒のための血液の分析 - 一酸化炭素及びシアン化水素
- ISO 27407 油圧動力 - 油圧フィルタ上への性能特性の表示
- ISO 27447 ファインセラミックス(先進セラミックス、先進技術セラミックス) - 半導体光触媒材料の抗菌性の試験方法
- ISO 27470 航空機地上機器 - アッパーデッキ用ケータリング車両 - 機能的要求事項
- ISO/TR 27507 平軸受 - 自動車用クランクシャフト軸受環境の推奨事項
- ISO 27528 木材ベースパネル - ねじの軸方向引抜き抵抗の求め方
- ISO 27587 レザー - 化学試験 - 処理補助剤における自由ホルムアルデヒドの定量
- ISO/TS 27687 ナノテクノロジー - ナノ物体の用語及び定義 - ナノ粒子、ナノ繊維及びナノプレート
- ISO 27769 木材ベースパネル - ウェット処理ファイバボード
- ISO/TS 27790 保健医療情報 - 文書登録の枠組み[1]
- ISO 27831 金属及びその他の無機質皮膜 - 金属表面の洗浄及び処理
- ISO 27892 真空技術 - ターボ分子ポンプ - 急速停止トルクの測定
- ISO/TS 27893 真空技術 - 真空ゲージ - 基準ゲージとの直接比較による校正結果の不確かさの評価
- ISO 27894 真空技術 - 真空ゲージ - 熱陰極電離真空計
- ISO 27895 真空技術 - 弁 - 漏れ試験
- ISO/HL7 27931 データ交換規格 - 保険水準7、バージョン2.5 - ヘルスケア環境における電子データ交換のためのアプリケーションプロトコル
- ISO/HL7 27932 データ交換規格 - HL7臨床文書アーキテクチャ、リリース2[1]
- ISO 27971 穀物及び穀物製品 - 一般小麦(Triticum aestivum L.) - 商用又試験小麦粉からの定水分補給時のアルベオグラフ特性の求め方及び試験製粉方法
- ISO 28000 サプライチェーンのセキュリティマネジメントシステムの仕様
- ISO 28001 サプライチェーンのためのセキュリティマネジメントシステム - サプライチェーンセキュリティ、評価及び計画を実施するための最適実施手順 - 要求事項及び手引
- ISO/PAS 28002 サプライチェーンのセキュリティマネジメントシステム - サプライチェーンにおける弾力性の発達 - 要求事項及び使用の手引
- ISO 28003 サプライチェーンのためのセキュリティマネジメントシステム - サプライチェーンセキュリティマネジメントシステムの監査及び認証を提供する機関に対する要求事項
- ISO 28004 サプライチェーンのためのセキュリティマネジメントシステム - ISO 28000の実施のための指針
- ISO 28005 サプライチェーンのセキュリティマネジメントシステム - 電子通関手続き(EPC)
- ISO 28319 歯科 - レーザ溶接
- ISO/IEC 28359 情報技術 - データ交換用120 mm 及び80 mm+R DL フォーマット光ディスク - 容量8,55G バイト/面（120 mm）と2,66 G バイト/面（80 mm）（記録速度8x まで）[15]
- ISO/IEC 28360 電子機器からの化学物質放散速度の測定[16]
- ISO/IEC 28361 情報技術 - 近距離通信用ワイヤインタフェース[16]
- ISO 28399 歯科 - 外歯漂白用製品
- ISO 28500 情報及びドキュメンテーション - WARCファイルフォーマット
- ISO 28521 船舶及び海洋技術 - 作動油システム - 清浄度及びフラッシングの手引
- ISO 28522 船舶及び海洋工学 - 作動油系統 - アセンブリ及びフラッシングの手引
- ISO 28580 乗用車、トラック及びバスのタイヤ - 転がり抵抗の測定方法 - シングルポイント試験及び測定結果の相関
- ISO 28640 確率変量発生法
- ISO 28641 ゴム用配合剤 - 有機化学物質 - 一般試験方法
- ISO 28702 ゴム及びプラスチックホース並びにチュービング - 繊維強化タイプ - 準周囲温度縦圧試験
- ISO 28706 ほうろう - 化学的腐食耐性の求め方
- ISO 28764 ほうろう - 鋼板、シートアルミニウム及び鋳鉄品のエナメルを試験するための試験片の作成
- ISO 28781 石油及び天然ガス工業 - 掘削及び生産機器 - 地下バリア弁及び関連機器
- ISO 28927 ハンドヘルド可搬式電動工具 - 振動エミッションの評価のための試験方法[1]
- ISO/TR 28980 眼光学 - 眼鏡レンズ - レンズ力測定に影響するパラメタ
- ISO/TS 29001 石油、石油化学及び天然ガス工業 - 部門別品質マネジメントシステム - 製品及びサービス供給組織に対する要求事項
- ISO/TS 29002 産業オートメーションシステム及びその統合 - 特性データの交換
- ISO/TS 29041 混合ガス - 重量調製 - 組成中の支配的相関
- ISO 29042 機械の安全性 - 浮遊危険物質の放出の評価
- ISO 29061 路上走行車 - チャイルドシート及びその車内固定装置との結合部の使いやすさ評価の方法及び基準
- ISO/TS 29062 路上走行車 - チャイルドシート - 側面衝撃保護を評価するためのスレッド試験法
- ISO/IEC TR 29106 情報技術 - 一般ケーブル配線 - MICE環境分類入門
- ISO/IEC TR 29107 情報技術 - インテリジェントホーム - 仕様の分類法
- ISO/IEC 29109 情報技術 - ISO/IEC 19794に定義されているバイオメトリックデータ交換フォーマットのための適合性試験の方法論
- ISO/IEC 29110 小規模企業向けソフトウェアライフサイクルのプロファイル[5]
- ISO/IEC 29119 情報技術 - ソフトウェア・テスト[5]
- ISO/IEC TR 29123 識別カード - 近接カード - 相互運用性の向上のための要求事項
- ISO 29124 情報技術 - プログラミング言語、その環境及びシステムソフトウェアインタフェース - 数学特殊関数を支援するためのC++ライブラリの拡張
- ISO/IEC TS 29125 情報技術 - 端末装置の遠隔給電のための電気通信配線要求事項
- ISO/IEC 29141 情報技術 - 生体認証 - 生体認証アプリケーションプログラミングインタフェース(BioAPI)を用いる十指の指紋採取[1]
- ISO/IEC 29157 情報技術 - システム間の電気通信及び情報交換 - ISM帯における短距離無線低率アプリケーションのPHY/MAC仕様
- ISO/IEC 29159 情報技術 - バイオメトリック生体認証校正、拡大及び統合データ
- ISO/IEC TR 29163 情報技術 - スコーム(SCORM(R)) 2004年第3版[1]
- ISO/IEC TR 29181 情報技術 - 将来網 - 問題記述及び要求事項
- ISO 29262 マイクロシステム用機器 - エンドエフェクタとハンドリングシステム間のインタフェース
- ISO 29283 IEEE 802.20に準拠する通信を用いるITS CALM移動無線ブロードバンドアプリケーション
- ISO/IEC 29341 情報技術 - UPnPデバイスアーキテクチャ
- ISO/IEC 29362 情報技術-ウェブサービスの相互運用性 - WS-Iアタッチメントプロファイル、バージョン1.0
- ISO 29363 情報技術-ウェブサービスの相互運用性 - WS-I簡易SOAPバインディングプロファイル、バージョン1.0
- ISO/IEC 29500 情報技術 - 文書記述及び処理言語 - Office Open XMLファイルフォーマット
- ISO 29541 固形鉱物燃料 - 全炭素、水素及び窒素含有量の定量 - 計器法
- ISO 29621 化粧品 - 微生物学 - 微生物学的低リスク製品のリスクアセスメント及び同定の指針
- ISO/TR 29662 石油製品及びその他の液体 - 発火点試験の手引[1]
- ISO 29681 紙、板紙及びパルプ - 塩水抽出物のpHの求め方
- ISO 29701 ナノテクノロジ ―インビトロシステムのためのナノ材料サンプルでのエンドトキシン試験 - カブトガニ血球抽出物（LAL）
- ISO 29764 建築用途の断熱製品 - 規定の圧縮荷重及び温度条件下の変形の求め方
- ISO 29768 建築用途の断熱製品 - 試験片の長さ寸法の求め方
- ISO 29770 建築用途の断熱製品 - 浮床断熱材料の厚さの求め方
- ISO 29771 建築用途の断熱製品 - 有機内容物の求め方
- ISO 29781 義肢及び矯正物 - 下肢切断を行った又は出生時から下肢部分に欠陥をもつ人の肉体的活動を記述するときに含めるべき要素
- ISO/IEC 29794 情報技術 - バイオメトリックサンプル品質
- ISO 29804 建築用断熱製品 - 断熱材料への接着剤及び下地層の引張結合強さの求め方[1]
- ISO 29864 粘着テープ - 破断強さ及び破断時の伸びの測定
- ISO/TR 29922 天然ガス - ISO 6976による物理的特性の計算に関する支援情報
- ISO 29941 コンドーム - 天然ゴムラテックスコンドームからの移動ニトロソアミンの定量
- ISO 29945 非石油系液化冷凍ガス燃料 - ジメチルエーテル(DME) - 陸上ターミナルでのマニュアルサンプリング
- ISO 29981 ミルク製品 - 推定ビフィズス菌の計数値 - 37℃におけるコロニー計数技法
- ISO 29990 非公式教育・訓練における学習サービス - サービス事業者向け基本的要求事項